# Everaldo Barbosa
Everaldo Vergne de Assis Barbosa (12 de septiembre de 1975, Salvador de Bahía, Brasil) es un exfutbolista brasileño que se desempeñaba como mediocampista.

## Trayectoria
Vistió las camisetas de Marília Atlético Clube, Guarani Futebol Clube, Santa Cruz Futebol Clube, Mogi Mirim Esporte Clube, Jaguares de Chiapas, Club Necaxa, Veracruz y Catanduvense.
Llegó a la Primera División de México para militar con Jaguares de Chiapas, de cara al Clausura 2004.
Junto a Paulo Da Silva y Salvador Cabañas, reforzó a Tigres en la Copa Libertadores 2005, en víspera de los octavos de final.
Al finalizar el Clausura 2015 y militando con el conjunto necaxista, dijo adiós a las canchas.

## Clubes
| Club                                           | País   | Año           |
| ---------------------------------------------- | ------ | ------------- |
| Marília Atlético Clube                         | Brasil | 1995-1998     |
| Guarani Futebol Clube                          | Brasil | 1998-1999     |
| Santa Cruz Futebol Clube                       | Brasil | 2000-2001     |
| Mogi Mirim Esporte Clube                       | Brasil | 2002-2003     |
| Jaguares de Chiapas                            | México | 2004-2006     |
| Tigres de la UANL (Préstamo Copa Libertadores) | México | 2005          |
| Club Necaxa                                    | México | 2007-2008     |
| Veracruz                                       | México | Clausura 2009 |
| Club Necaxa                                    | México | 2009-2012     |
| Catanduvense                                   | Brasil | 2012-2013     |
| Club Necaxa                                    | México | 2013-2015     |

## Palmarés

### Campeonatos nacionales
| Categoría                 | Título            | Club        | País   |
| ------------------------- | ----------------- | ----------- | ------ |
| Liga de Ascenso de México | Apertura 2009     | Club Necaxa | México |
| Liga de Ascenso de México | Bicentenario 2010 | Club Necaxa | México |
| Liga de Ascenso de México | Apertura 2014     | Club Necaxa | México |

### Otro
| Título         | Club        | Sede           |
| -------------- | ----------- | -------------- |
| InterLiga 2007 | Club Necaxa | Estados Unidos |